# Börßum
Börßum település Németországban, azon belül Alsó-Szászország tartományban. Lakosainak száma 2881 fő (2023. december 31.). Börßum Dorstadt és Hedeper községekkel határos.

## Népesség
A település népességének változása:
| Lakosok száma | 2856 | 2872 | 2835 | 2805 | 2835 | 2896 | 2881 |
|               | 2015 | 2016 | 2017 | 2019 | 2021 | 2022 | 2023 |